# Бяла река (приток на Хаджийска река)
Вижте пояснителната страница за други значения на Бяла река.
Бяла река е река в Югоизточна България, област Бургас – общини Поморие и Несебър, ляв приток на Хаджийска река. Дължината ѝ е 23 km.
Бяла река води началото си от 470 m н.в. в Еминска планина, на 1,6 km западно от с. Козичино, Община Поморие. Тече в югоизточна посока в широка долина. Влива се отляво в Хаджийска река на 3 m н.в., на 400 m североизточно от село Тънково, Община Несебър.
Площта на водосборния басейн на Бяла река е 90 km2, което представлява 25,3 % от водосборния басейн на Хаджийска река.
Основен приток е Голяма река (ляв). Бяла река е с максимален отток през февруари и март, а минимален – август и септември.
По течението на реката в Община Несебър са разположени 2 села: Гюльовца и Оризаре.
Водите на реката се използват главно за напояване. На протежение от 5,3 km в средното ѝ течение, от разклона за село Козичино до село Оризаре преминава участък от Републикански път III-906.

## Топографска карта
- Лист от карта K-35-44. Мащаб: 1 : 100 000.